# Oceanis 37

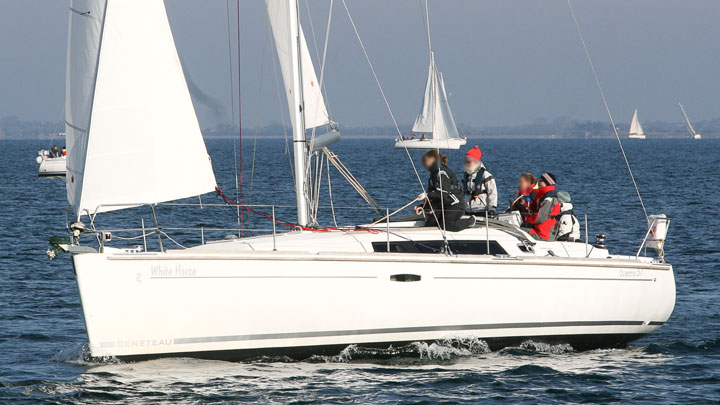
Auf See

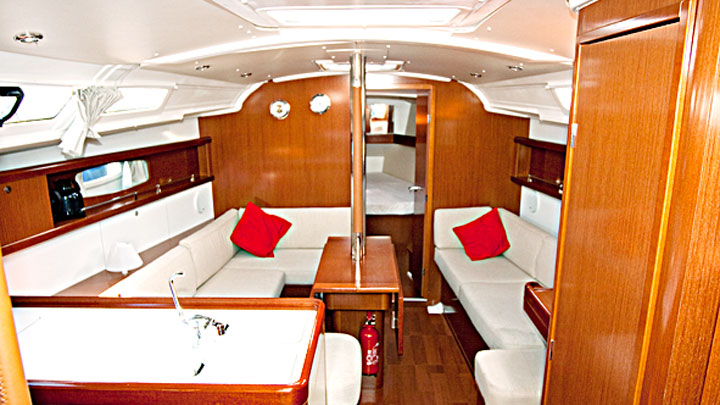
Salon

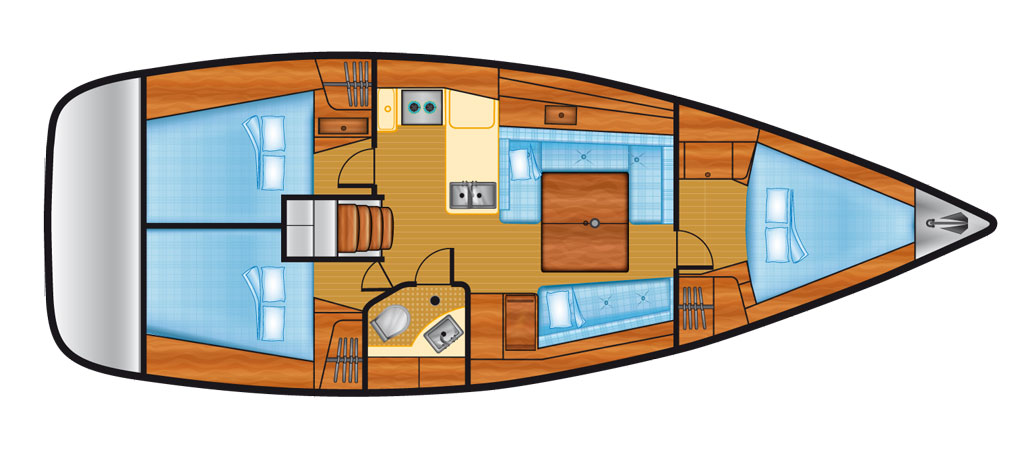
Innenaufteilung 3-Kabinen-Version

Die Oceanis 37 ist eine in Serienproduktion gefertigte Segelyacht des französischen Herstellers Bénéteau. Sie wurde von 2007 bis 2013 verkauft. Es gibt eine 2- und eine 3-Kabinen-Version.

## Bauweise und Konstruktion
Der Rumpf ist aus glasfaserverstärktem Kunststoff (GFK) gefertigt. Das Deck ist in Sandwichbauweise mit Balsaholz-Kern im Vakuum-Infusions-Verfahren hergestellt. Design und Konstruktion stammen von FinotiConq. Es gibt zwei Kielversionen: Einen Flachkiel mit 1,40 Meter Tiefgang und die normale Version mit 1,90 Meter Tiefgang. Die Standardversion der Oceanis 37 ist mit einem Dieseltank mit 140 Litern, einem Wassertank mit 346 Litern und einem Motor mit 21 kW Leistung ausgestattet. Im Cockpit befindet sich ein Steuerstand. Die Yacht hat ein freistehendes Ruderblatt.

## Einrichtung
Die Standardversion der Oceanis 37 hat drei Kabinen und eine Nasszelle. Im Vorschiff befindet sich ein Doppelbett mit 2,10 Metern Länge und 1,65 Meter Schulterbreite verjüngt auf 0,44 Meter. Die Pantry ist L-förmig an Steuerbord angeordnet. Die beiden gleich großen Achterkabinen sind 1,97 Meter lang, im Kopfbereich 1,55 Meter breit, am Fußende verjüngt auf 1,22 Meter. Der Salontisch ist klapp-, aber nicht absenkbar. Somit ist die Salonsitzbank nicht als Doppelkoje nutzbar. Mittschiffs auf der Steuerbord-Seite befindet sich die Nasszelle und der Kartentisch. Bei der 2-Kabinen-Version ist die Achterkabine an Backbord quer zur Fahrtrichtig eingebaut, die Nasszelle und die Backskiste an Steuerbord sind größer.

## Besegelung
Die Standardversion der Yacht ist mit durchgelattetem Großsegel ausgestattet, ein Rollgroßsegel ist optional erhältlich. Die Schotzüge für das Großsegel werden am Mast umgelenkt und laufen dann auf die beiden Winschen im Cockpit. Die Rollgenua ist mit 105 % leicht überlappend. Die Schoten für die Genua laufen durch verstellbare Holepunkte auf dem Deck nach achtern auf die Winschen im Cockpit.

## Einstufung nach deutschem Recht
- Die Segelyacht ist nicht schiffsregisterpflichtig, da sie weniger als 15 m lang ist.
- Die Segelyacht ist nicht binnenschiffsregisterpflichtig, da sie keine 15 m³ verdrängt.